# Burg Arnhofen
Die abgegangene Burg Arnhofen lag in dem gleichnamigen Ort Arnhofen, heute ein Ortsteil der niederbayerischen Stadt Abensberg im Landkreis Kelheim. Die vollständig verschwundene Burg wird in unmittelbarer Nähe der katholischen Ortskirche St. Stephan vermutet und wird als Bodendenkmal in der Bayerischen Denkmalliste als „untertägige mittelalterliche und frühneuzeitliche Befunde im Bereich der Kirche“ unter der Denkmalnummer D-2-7137-0265 geführt.

## Beschreibung
Auf die Burg weist eine Steuerliste von 1703 hin, in der es heißt, „die Karmeliten Abensberg besitzen den sogenannten Thurmhof“. Auf dem Anwesen des Gasthauses Standecker, das in der Nachfolge des Thurmhofes steht, entspringt heute noch eine Quelle, sodass gemutmaßt wird, dass hier eine Turmhügelburg mit einem Wassergraben gestanden haben könnte. 
Auch die Nähe zu zwei Altstraßen bestärkt die Vermutung, dass hier eine Burg gestanden hat; hier kreuzen sich nämlich zwei Magistralen, eine verlief über Eining und Arnhofen nach Langquaid, die zweite von Biburg zu den Donauübergängen bei Kelheim und Affecking.

## Geschichte
Seit dem 11. Jahrhundert sind hier ansässige Ortsadelige bekannt. Die Söhne des ersten namentlich bekannten Herren von Sittling waren Sigbert I. und sein Bruder Grimold II., und diese nannten sich um 1103/10 von Sittling und Arnhofen. Sigbert I. war der Begründer der Arnhofer Linie und wird von 1089 bzw. 1097/98 bis 1110/20 als „Sigibreht“ von Arnhofen in zehn Traditionen des Klosters Weltenburg genannt. Auf ihn folgten Ulrich, Ulrich Longus, Berthold und Hartwig, die zwischen 1128 und 1147 als Zeugen auftreten. Ulrich von Arnhofen wirkte auch an der Einsetzung von Abt Gebhard von Abensberg (1120–1147) als Vogt des Klosters Rohr mit. In einer Urkunde des Klosters Biburg von 1180/83 werden ein Werner sowie ein Markwart von Arnhofen erwähnt. Die Schwestern Mathilde und Gertrud, Töchter der Jutta von Arnhofen, übergaben zu ihrem Seelenheit und dem ihrer Familie 1172/77 ein Gut in Abensberg an das Kloster Biburg. Ein Markwart (1227–1240) und ein Herrand von Arnhofen (1247/48) werden als Ritter bezeichnet. Von daher kann vermutet werden, dass sie nicht mehr Edelfreie, sondern Ministeriale der Herren von Abensberg waren. Danach tritt noch ein Heinrich von Arnhofen (1288–1309), z. T. mit Eberhard von Arnhofen in vier Urkunden von Kloster Paring, Kloster Pielenhofen, Kloster Biburg und Kloster Rohr auf. Danach scheint diese Familie nicht mehr auf und ist vermutlich ausgestorben, auch die Burg in Arnhofen wurde nicht mehr besetzt.